# Jules Sottas
Jules Sottas, né à Paris (7e) le 22 mai 1866 et mort le 28 septembre 1945 dans cette même ville et même arrondissement, est un neurologue et historien français à qui l’on doit la description en 1893, avec Jules Dejerine d’une variété sévère et de début précoce de neuropathie périphérique héréditaire.

## Biographie
Appartenant à une famille de médecins, il effectue sa scolarité et ses études médicales à Paris où il est nommé interne et obtient son doctorat en 1894 avec une thèse consacrée à l’étude anatomoclinique du tabès. Chargé de laboratoire à l’Hospice de Bicêtre, entre 1891 et 1895, il y travaille en fructueuse collaboration avec Jules Dejerine.
Parallèlement à sa carrière médicale, il se consacre à des diverses recherches historiques. Spécialiste de l’histoire de la marine, il s’intéresse notamment à la Compagnie Royale des Indes Orientales (1905) et au trafic maritime vénitien à la fin du Moyen Âge, publiant sur ce sujet, en 1938, un ouvrage illustré de sa main dont les sources sont en partie constituées par les récits des pèlerins se rendant en Palestine. Il est également l’auteur d’une étude sur la maladie et la mort du cardinal de Mazarin et de divers ouvrages sur l’histoire de la région de Brouage au XVIIe siècle.

## Publications
- Jules Sottas, Contribution à l'étude anatomique et clinique des paralysies spinales syphilitiques : Thèse de médecine, Paris, G. Steinheil, 1894, 232 p.
- Jules Sottas, Une escadre française aux Indes en 1690, histoire de la Compagnie royale des Indes Orientales, 1664-1719, Paris, Plon Nourrit et Cie, 1905, 496 p.
- Jules Sottas, Les Messageries Maritimes de Venise au XIVe et XVe siècles, Paris, Société d’éditions géographiques, maritimes et coloniales, 1938, 232 p.

## Source
- (en) « Notice biographique », sur Who Named It?